# 1968年グルノーブルオリンピックのイタリア選手団
1968年グルノーブルオリンピックのイタリア選手団（1968ねんグルノーブルオリンピックのイタリアせんしゅだん）は、1968年2月6日から2月18日まで、フランスのグルノーブルで開催された1968年グルノーブルオリンピックのイタリア選手団、およびその競技結果。

## 概要
今大会は銀メダルと銅メダルはなかったものの、金メダル4個を獲得した。金メダル数は過去最多、合計4個のメダルも過去最多タイとなった。

## メダル
| メダル | 選手名                                                                                | 競技                   | 種目        |
| ------ | ------------------------------------------------------------------------------------- | ---------------------- | ----------- |
| 金     | フランコ・ノーネス                                                                    | クロスカントリースキー | 男子30km    |
| 金     | エレカ・レックナー                                                                    | リュージュ             | 女子1人乗り |
| 金     | ユージェニオ・モンティ ルチアノ・デ・パオリス                                         | ボブスレー             | 男子2人乗り |
| 金     | ユージェニオ・モンティ ルチアノ・デ・パオリス ロベルト・ツァンドネラ マリオ・アルマノ | ボブスレー             | 男子4人乗り |